# (5918) 1991 NV3
(5918) 1991 NV3 là một tiểu hành tinh vành đai chính. Nó được phát hiện bởi Henri Debehogne ở Đài thiên văn La Silla ở Chile ngày 6 tháng 7 năm 1991.